# 18 novembre
Pour les articles homonymes, voir Dix-Huit-Novembre.
18 octobre 18 décembre
Chronologies thématiques
- Croisades
- Ferroviaires
- Sports
- Disney
- Anarchisme
- Catholicisme

Abréviations / Voir aussi
- (° 1852) = né en 1852
- († 1885) = mort en 1885
- a.s. = calendrier julien
- n.s. = calendrier grégorien
- Calendrier
- Calendrier perpétuel
- Liste de calendriers
- Naissances du jour

Le 18 novembre est le 322e jour de l'année du calendrier grégorien, 323e lorsqu'elle est bissextile (il en reste ensuite 43).
C'était généralement l'équivalent du 28 brumaire du calendrier républicain ou révolutionnaire français, officiellement dénommé jour du coing.

## Événements

### XVIIIesiècle
- 1738 : le traité de Vienne met fin à la Guerre de Succession de Pologne.
- 1780 : victoire de Túpac Amaru II à Sangarará.
- 1793 : bataille de Pontorson lors de la guerre de Vendée.

### XIXesiècle
- 1803 : bataille de Vertières.
- 1809 :  en pleines guerres napoléoniennes, Jacques Félix Emmanuel Hamelin capture trois grands bâtiments de la Compagnie anglaise des Indes orientales.

### XXesiècle
- 1903 : traité Hay-Bunau-Varilla.
- 1905 : Haakon VII accède au trône de Norvège.
- 1908 : discours de Jean Jaurès contre la peine de mort.
- 1914 : bataille du cap Sarytch.
- 1918 : proclamation de l'indépendance de la Lettonie.
- 1983 : le Conseil de sécurité des Nations unies refuse de reconnaître la République proclamée par les Chypriotes turcs[1].

### XXIesiècle
- 2001 : victoire de la Ligue démocratique du Kosovo, aux élections législatives de la province serbe du Kosovo[2].
- 2021 : aux Tonga, les élections législatives ont lieu afin de renouveler pour quatre ans les vingt-six membres du Fale Alea, l'Assemblée législative du pays[3].

## Arts, culture et religion
- 1095 : début du concile de Clermont.
- 1302 : bulle Unam Sanctam, par le pape Boniface VIII.
- 1626 : le pape Urbain VIII consacre la basilique Saint-Pierre de Rome.
- 1777 : inauguration du théâtre Montansier, en présence de Louis XVI et de Marie-Antoinette.
- 1928 : première projection de Steamboat Willie, marquant la naissance officielle du personnage animé de Mickey Mouse.
- 1985 : première parution des bandes dessinées Calvin et Hobbes que l’Américain Bill Watterson éditera jusqu'en 1995 sans adaptations animées ni produits dérivés.
- 1993 : ouverture au public de l'aile Richelieu du palais du Louvre.
- 2023 : sur la 72e édition du Concours Miss Univers, la gagnante, est Sheynnis Palacios, Miss Nicaragua[4].

## Sciences et techniques
- 1915 : Einstein présente, à l'Académie de Prusse, un manuscrit de relativité générale dans lequel il résout l'anomalie de l'avance du périhélie de Mercure.
- 1935 : à Paris, Suzy Wincker lance la première émission de télévision en « haute définition » (à 180 lignes), diffusée dans un rayon de 100 kilomètres depuis la tour Eiffel, qui sert d’antenne émettrice. D'autres émissions sont présentées par elle dans les jours suivants.
- 2013 : la NASA lance avec succès la sonde MAVEN, en direction de Mars.
- 2022 : le Système international d'unités intègre quatre nouveaux préfixes : ronto (10−27), quecto (10−30), ronna (1027) et quetta (1030)[5].

## Économie et société
- 1852 : ouverture, rue de Sèvres, du premier grand magasin de Paris, « Le Bon Marché », fondé par Aristide Boucicaut.
- 1978 : suicide collectif de la secte du Temple du Peuple, provoquant 914 morts, au Guyana.
- 1990 : Florence Arthaud est la première femme à gagner la Route du Rhum, après son surnom médiatique de « petite fiancée de l'Atlantique ».
- 1999 : la Savoyarde de 26 ans Peggy Bouchet commence une deuxième tentative de traversée de l'Atlantique à la rame en solitaire. Elle sera accomplie après 800 000 coups d'avirons. Le 5 janvier 2000, le départ est donné au Cap-Vert et la ligne d'arrivée se trouve à New-York[6].
- 2006 : le meurtre en plein vol de la parachutiste amatrice Els Van Doren est à l'origine de l'affaire Clottemans.
- 2013 : une fusillade a lieu dans les locaux du quotidien Libération, y causant un blessé.
- 2014 : massacre de la synagogue de Har Nof à Jérusalem.
- 2015 : opération policière anti-terroriste à Saint-Denis, tuant plusieurs assassins et leurs complices impliqués dans les tueries de masse de Paris et Saint-Denis cinq jours plus tôt, retranchés dans un appartement, au sacrifice d'un chien policier.
- 2016 : pour la première fois, une juridiction britannique autorise la cryonie d'un être humain.

## Naissances

### XVIIesiècle
- 1628 : Gabriel de Guilleragues, diplomate et écrivain français. († 15 mars 1685).
- 1647 : Pierre Bayle, philosophe et écrivain français († 28 décembre 1706).

### XVIIIesiècle
- 1727 : Philibert Commerson, explorateur et naturaliste français († 13 mars 1773).
- 1764 : François-Joseph Lecat, général d'Empire, militaire et parlementaire français  († 30 janvier 1842).
- 1768 : Simon Lefebvre, général français de la Révolution et de l’Empire († 9 avril 1822).
- 1772 : Louis-Ferdinand de Prusse, prince prussien mort au combat supra († 10 octobre 1806).
- 1777 : Auguste François-Marie de Colbert-Chabanais, militaire français († 3 janvier 1809).
- 1786 : Carl Maria von Weber, compositeur et chef d'orchestre allemand († 5 juin 1826).
- 1787 : Louis Daguerre, artiste français († 10 juillet 1851).

### XIXesiècle
- 1820 : James William Abert, officier et explorateur américain († 10 août 1897).
- 1832 : Adolf Erik Nordenskiöld, explorateur finlandais († 12 août 1901).
- 1836 : William S. Gilbert, dramaturge et librettiste anglais († 29 mai 1911).
- 1843 : Louis Lucipia, journaliste et homme politique français († 21 mai 1904).
- 1851 : 
  - Henry Céard, romancier, poète, auteur dramatique et critique littéraire français († 16 août 1924).
  - Raffaele Garofalo, magistrat, juriste et criminologue italien († 18 avril 1934).
- 1860 : Ignace Paderewski, musicien et homme politique polonais († 29 juin 1941).
- 1862 : James Edward Sullivan, dirigeant sportif américain († 16 septembre 1914).
- 1872 : Félix Mayol, chanteur français († 26 octobre 1941).
- 1882 :
  - Amelita Galli-Curci, artiste lyrique italienne († 26 novembre 1963).
  - Jacques Maritain, philosophe français († 28 avril 1973).
- 1883 : Albert Oldman, boxeur anglais, champion olympique poids lourd († 15 janvier 1961).
- 1894 : Marcel Lucain, journaliste et écrivain français († 7 mars 1963).
- 1898 : Prabodh Chandra Bagchi, philologue indien († 19 janvier 1956).
- 1899 : Eugene Ormandy, chef d'orchestre américain d’origine hongroise († 12 mars 1985).

### XXesiècle
- 1901 : George Gallup, statisticien et sociologue américain († 26 juillet 1984).
- 1902 : Franklin Adreon, réalisateur américain († 10 septembre 1979).
- 1904 : Jean-Paul Lemieux, artiste-peintre québécois († 7 décembre 1990).
- 1906 :
  - Klaus Mann, écrivain allemand, fils de Thomas Mann († 21 mai 1949).
  - George Wald, biochimiste américain († 12 avril 1997).
  - Alec Issigonis, ingénieur anglo-grec († 2 octobre 1988).
- 1907 : Compay Segundo, musicien cubain († 14 juillet 2003).
- 1909 : Johnny Mercer, auteur-compositeur et interprète américain († 25 juin 1976).
- 1910 : Edwin Bélanger, musicien, chef d’orchestre et pédagogue québécois († 14 janvier 2005).
- 1911 : Attilio Bertolucci, enseignant et poète italien († 14 juin 2000).
- 1913 : Endre Rozsda, peintre, dessinateur et photographe franco-hongrois († 17 septembre 1999).
- 1915 : Alfred Nakache, nageur français († 4 août 1983).
- 1917 : 
  - Jean Berger, acteur et doubleur vocal français († 25 août 2014).
  - Pedro Infante, acteur et chanteur mexicain († 15 avril 1957).
- 1919 : Jocelyn Brando, actrice américaine († 27 novembre 2005).
- 1920 : Mustafa Khalil, homme politique égyptien († 7 juin 2008).
- 1922 : 
  - Luis Somoza Debayle, président du Nicaragua († 13 avril 1967).
  - Marjorie Gestring, plongeuse américaine, plus jeune championne olympique de tous les temps († 20 avril 1992).
- 1923 : Alan Shepard, astronaute américain († 21 juillet 1998).
- 1925 : 
  - Pierre Bouladou, haltérophile français († 29 décembre 2022).
  - Gene Mauch, joueur et gérant de baseball américain († 8 août 2005).
- 1927 : Hank Ballard, chanteur américain († 2 mars 2003).
- 1928 : Sheila Jordan, chanteuse de jazz américaine.
- 1929 : William Joseph Knight, astronaute américain († 8 mai 2004).
- 1932 : Nasif Estéfano, pilote automobile argentin († 21 octobre 1973).
- 1933 : Bruce Conner, réalisateur américain († 7 juillet 2008).
- 1934 : Vassílis Vassilikós, écrivain grec.
- 1935 : Alain Barrière, chanteur français († 18 décembre 2019).
- 1936 :
  - Ennio Antonelli, prélat italien.
  - Don Cherry, trompettiste de jazz américain († 19 octobre 1995).
- 1938 : Norbert Ratsirahonana, juriste et homme politique malgache.
- 1939 :
  - Margaret Atwood, romancière, poète et critique littéraire canadienne.
  - Henri Brincard, prélat français († 14 novembre 2014).
  - Jean Degros, basketteur français.
  - Brenda Vaccaro, actrice américaine.
- 1940 : Qabus ibn Saïd, sultan d'Oman († 10 janvier 2020).
- 1941 : David Hemmings, acteur, réalisateur et producteur britannique († 3 décembre 2003).
- 1942 :
  - Linda Evans, actrice américaine.
  - Janine Jambu, femme politique française († 18 avril 2012).
  - Susan Sullivan, actrice américaine.
- 1943 : 
  - Osamu Dezaki (ou Dezaki Osamu ? 出﨑 統), réalisateur japonais de séries et films d'animation (animes : "Rémi sans famille", "L'île au trésor", etc. ; † 17 avril 2011).
  - Lee Lozowick, gourou, poète, écrivain et enseignant spirituel américain († 16 novembre 2010).
  - Leonardo Sandri, prélat argentin.
- 1945 : Mahinda Rajapakse, homme politique sri-lankais, président du Sri Lanka.
- 1946 :
  - Alan Dean Foster, écrivain et scénariste américain.
  - Chris Rainbow, chanteur britannique († 22 février 2015).
- 1947 : Jameson Parker, acteur américain.
- 1948 :
  - Gilles Kohler, acteur français.
  - Andrea Marcovicci, actrice et chanteuse américaine.
  - Ana Mendieta, artiste américano-cubaine († 8 septembre 1985).
  - Alain Planet, prélat français.
- 1949 :
  - Ted Sator, entraîneur de hockey sur glace américain.
  - Ahmed Zaki, acteur égyptien († 27 mars 2005).
- 1950 :
  - Dennis Haskins, acteur américain.
  - Marc Rivière, réalisateur français de télévision et de cinéma.
  - Michael Swanwick, écrivain américain de science-fiction.
- 1951 :
  - Bernard Amsalem, dirigeant sportif et homme politique français.
  - Mark N. Brown, astronaute américain.
  - David Kipiani, footballeur et ensuite entraîneur soviétique puis géorgien († 17 septembre 2001).
  - Alan R. Moon, créateur britannique de jeux de société.
  - Justin Raimondo, écrivain paléo-conservateur et libertarien américain († 27 juin 2019).
  - Ernest Wilson, chanteur jamaïcain de reggae († 2 novembre 2021).
  - Shoshana Zuboff, sociologue américaine.
- 1952 :
  - Laurent Aynès, avocat, arbitre et professeur agrégé de droit privé français, auteur et coauteur de livres et cours de droit civil voire pénal.
  - Peter Beattie, homme politique australien.
  - Delroy Lindo, acteur britannique.
- 1953 :
  - Alan Moore, scénariste de bande dessinée et écrivain britannique.
  - Kevin Nealon, acteur américain.
  - Pierre-Henri Paillet, haut-fonctionnaire français.
- 1954 : Carter Burwell, compositeur et réalisateur américain.
- 1956 :
  - Noel Brotherston, footballeur international nord-irlandais († 6 mai 1995).
  - Warren Moon, joueur de football américain.
- 1957 :
  - William Coryn, acteur français.
  - Joey Miyashima, acteur américain.
- 1958 : 
  - Henri Aniol, footballeur français.
  - Oscar Nuñez, acteur américano-cubain.
- 1959 :
  - Cindy Blackman, percussionniste américaine.
  - Jimmy Quinn, footballeur nord-irlandais.
  - Marie-Dominique Simonet, femme politique belge.
- 1960 :
  - Ivans Klementjevs, céiste letton champion olympique et du monde.
  - Irene Muloni, femme d'affaires, femme politique et ingénieure ougandaise.
  - Elizabeth Perkins, actrice américaine.
  - Yeşim Ustaoğlu, cinéaste turque.
  - Kim Wilde, chanteuse britannique.
- 1961 :
  - Nick Chinlund, acteur et producteur américain.
  - Steven Moffat, scénariste et créateur de séries télévisées britannique.
  - Mauro Numa, escrimeur italien, double champion olympique.
  - Jack Swanstrom, réalisateur américain.
- 1962 : 
  - Kirk Hammett, musicien américain, guitariste du groupe Metallica.
  - Jamie Moyer, lanceur de baseball américain.
- 1963 :
  - Len Bias, joueur de basket-ball américain († 19 juin 1986).
  - Peter Schmeichel, footballeur international danois.
- 1964 :
  - Daniel Aceves, lutteur mexicain.
  - Sabu, acteur et réalisateur japonais.
- 1965 :
  - Greg Hunt, homme politique australien.
  - Jacek Ziober, footballeur international polonais.
- 1966 :
  - Charlotte Laurier, actrice québécoise.
  - Marusha, productrice et disc jockey allemande.
- 1967 :
  - Jocelyn Lemieux, joueur de hockey sur glace professionnel canadien.
  - Thomas Reineck, kayakiste allemand.
- 1968 :
  - Kaido Kaaberma, escrimeur estonien.
  - Romany Malco, acteur et producteur de musique américain.
  - Gary Sheffield, joueur de baseball américain.
  - Owen Wilson, acteur américain.
- 1969 :
  - Sam Cassell, joueur de basket-ball américain.
  - Ahmed Helmy, acteur égyptien.
- 1970 :
  - Elizabeth Anne Allen, actrice américaine d'origine irlandaise.
  - Mike Epps, humoriste et acteur de cinéma américain.
  - Megyn Kelly, animatrice de télévision et commentatrice politique américaine.
  - Marina Watanabe, chanteuse, actrice, présentatrice TV, écrivaine, ex-idole japonaise.
  - Peta Wilson, actrice australienne.
- 1971 : Terrance Hayes, poète et professeur américain.
- 1972 :
  - Chris Klug, snowboardeur américain.
  - David Morillon, pilote de moto français.
  - Patrick Sobral, auteur de bandes dessinées français.
- 1973 : Darko Kovačević, footballeur serbe.
- 1974 :
  - Chloë Sevigny, actrice américaine.
  - Sven Felski, joueur professionnel de hockey sur glace allemand.
  - Petter Solberg, pilote de rallye norvégien.
  - Foy Vance, auteur-compositeur-interprète nord-irlandais.
- 1975 :
  - David Ortiz, joueur de baseball américain.
  - Jason Williams, joueur américain de basket-ball.
- 1976 :
  - Guy Feutchine, footballeur camerounais.
  - Sage Francis, rappeur et artiste de spoken word américain.
  - Shagrath, musicien et chanteur norvégien.
  - Matt Welsh, nageur australien.
  - Mona Zaki, actrice égyptienne.
- 1977 :
  - Fabolous, rappeur américain.
  - Kamil Mikulčík, chanteur slovaque.
  - Yang Xia, haltérophile chinoise, championne olympique.
- 1978 :
  - Damien Johnson, footballeur international nord-irlandais.
  - Aldo Montano, escrimeur italien.
  - Christelle Néant, blogueuse franco-russe et propagandiste pro-russe.
- 1980 :
  - Ivan Cherezov, biathlète russe.
  - Minori Chihara, chanteuse japonaise.
  - François Duval, pilote de rallye belge.
  - Hamza al-Ghamdi, pirate de l'air († 11 septembre 2001).
  - Denny Hamlin, pilote américain de NASCAR.
  - Dustin Kensrue, chanteur-guitariste américain.
  - Richard Limo, athlète kényan.
  - Emanuel Sandhu, patineur artistique et danseur canadien.
  - C.J. Wilson, lanceur de baseball américain.
  - Christian Zeitz, handballeur allemand.
- 1981 :
  - Alexandre Boucicaut, footballeur international haïtien.
  - Thierry Dusautoir, rugbyman français.
  - Nasim Pedrad, actrice irano-américaine.
  - Vittoria Puccini, actrice italienne.
  - Maggie Stiefvater, auteur et illustratrice américaine.
  - Allison Tolman, actrice américaine.
  - Christina Vidal, actrice américaine.
- 1982 :
  - Gracia Baur, chanteuse allemande.
  - Olivia Nobs, snowboardeuse suisse.
  - Marlène Schiappa, écrivaine, militante féministe, femme politique française, ministre.
- 1983 :
  - Michael Dawson, footballeur international anglais.
  - Jon Lech Johansen, développeur et hacker norvégien.
- 1984 :
  - François Bourque, skieur alpin québécois.
  - Johnny Christ, musicien américain, bassiste du groupe Avenged Sevenfold.
  - Enar Jääger, footballeur international estonien.
  - Anna Loerper, handballeuse allemande.
- 1985 :
  - Allyson Felix, athlète américaine.
  - Hiromi Miyake, haltérophile japonaise.
  - Adriaan Strauss, joueur de rugby à XV sud-africain.
- 1986 :
  - Pablo Lyle, acteur mexicain.
  - James Thompson, rameur d'aviron sud-africain.
- 1987 :
  - Jake Abel, acteur américain
  - Cal Clutterbuck, joueur de hockey canadien.
- 1988 : 
  - Larisa Ilchenko, nageuse russe.
  - Sasan Yafte, chanteur iranien.
- 1989 : Marc Albrighton, footballeur anglais.
- 1990 : Arnett Moultrie, basketteur américain.
- 1991 :
  - Noppawan Lertcheewakarn, joueuse de tennis thaïlandaise.
  - LaQuinton Ross, basketteur américain.
  - Om Yun-chol, haltérophile nord-coréen.
- 1992 :
  - Apti Aukhadov, haltérophile russe.
  - Nathan Kress, acteur, mannequin et acteur de doublage américain.
  - Tan Yayun, haltérophile chinoise.
- 1994 :
  - Kendra Claricia Brinkop, cavalière allemande.
  - Danka Kovinić, joueuse de tennis.
- 1996 : 
  - Chloé Caulier, grimpeuse belge.
  - Erina Hashiguchi, actrice, chanteuse et idole japonaise.
  - Chonnasorn Sajakul, chanteuse et rappeuse thaïlandaise du groupe CLC.
- 1997 : Olivier Boscagli, footballeur français.
- 1998 : Victor Carles, acteur français.

## Décès

### VIesiècle
- 576 : Patrocle de Bourges (Saint Patrocle ci-après), ermite à La Celle (Bourbonnais, actuel département de l'Allier en région Auvergne), y décédé mais enterré à Colombier non loin (° v. 496 à Bourges dans le Berry et l'actuel Cher de la région française des Centre-Val de Loire voisins).

### Xesiècle
- 942 : Odon, abbé de Cluny de 926 à 942 (° v. 878).

### XIVesiècle
- 1305 : Jean II, duc de Bretagne de 1286 à 1305 (° 3 janvier 1239).

### XVIIIesiècle
- 1794 : Jacques François Dugommier, militaire français (° 1er août 1738).

### XIXesiècle
- 1806 : Claude Nicolas Ledoux, architecte français. (° 21 mars 1736).
- 1830 : 
  - Franco Andrea Bonelli, ornithologue et collectionneur italien (° 10 novembre 1784).
  - Adam Weishaupt, professeur de droit canonique et fondateur de l'ordre des Illuminés de Bavière (° 6 février 1748).
- 1886 : 
  - Chester A. Arthur, 21e président des États-Unis de 1881 à 1885 (° 5 octobre 1829).
  - Rudolf Joukovski, peintre russe (° 1814).
  - Pierre Semenenko, théologien polonais (° 16 juin 1814).
- 1887 : Jean de Bourbon, aristocrate issu de la branche espagnole de la maison de Bourbon, prétendant carliste à la Couronne d’Espagne et prétendant légitimiste au trône de France sous le nom de Jean III (° 15 mai 1822).
- 1888 : Alexandre Ozanne, architecte français (° 29 novembre 1828).

### XXesiècle
- 1909 : Renée Vivien, poétesse anglaise (° 11 juin 1877).
- 1910 : Edwin Bélanger, musicien, arrangeur, chef d'orchestre et pédagogue québécois (° 14 janvier 2005).
- 1911 : Louis Canivez, compositeur et chef d'orchestre belge (° 24 avril 1847).
- 1922 : Marcel Proust, écrivain français (° 10 juillet 1871).
- 1934 : Pietro Gasparri, prélat italien, cardinal secrétaire d'État, signataire des accords du Latran (° 5 mai 1852).
- 1941 : Ludwig Marmulla, politique allemand et résistant au nazisme (° 6 février 1908).
  - Émile Nelligan, poète canadien (° 24 décembre 1879).
  - Walther Hermann Nernst, physicien et chimiste allemand, Prix Nobel de chimie en 1920  (° 25 juin 1864).
- 1944 : Maurice Paléologue, diplomate et académicien français (° 13 janvier 1859).
- 1952 : Paul Éluard, poète français (° 14 décembre 1895).
- 1962 : Niels Bohr, physicien danois, prix Nobel de physique en 1922 (° 7 octobre 1885).
- 1965 : Khaled al-Azem, président de la Syrie en 1941 (° 1903).
- 1969 : 
  - Ted Heath, tromboniste et chef d’orchestre big band anglais (° 30 mars 1902).
  - Joseph Kennedy, homme politique et diplomate américain, père du président John Fitzgerald Kennedy (° 6 septembre 1888).
- 1972 : Danny Whitten, musicien et compositeur américain du groupe Crazy Horse (° 8 mai 1943).
- 1973 : Peter Thomas McKeefry, prélat néo-zélandais, ancien archevêque de Wellington (° 3 juillet 1899).
- 1976 : Man Ray, peintre français (° 27 août 1890).
- 1977 : 
  - Victor Francen, acteur belge (° 5 août 1888).
  - Kurt von Schuschnigg, 16e chancelier fédéral d’Autriche (° 14 décembre 1897).
- 1978 : Jim Jones, pasteur de la secte Temple du Peuple (° 1931).
- 1980 :
  - Gabrielle Robinne, actrice française (° 1er juillet 1886).
  - Conn Smythe, gestionnaire de hockey canadien, bâtisseur de la Ligue nationale (° 1er février 1895).
- 1987 : 
  - Jacques Anquetil, cycliste français (° 8 janvier 1934).
  - Jean Minjoz, homme politique français (° 12 octobre 1904).
- 1990 :  Ludwig Marmulla, politique allemand et résistant au nazisme (° 6 février 1908).
- 1991 : Gustáv Husák, homme politique slovaque, chef de l'état tchécoslovaque de 1975 à 1989 (° 10 janvier 1913).
- 1994 : Cab Calloway, musicien américain (° 25 décembre 1907).
- 1999 : Paul Bowles, compositeur, écrivain, et voyageur américain (° 30 décembre 1910).

### XXIesiècle
- 2002 : James Coburn, acteur américain (° 31 août 1928).
- 2003 : Michael Kamen, musicien américain (° 15 avril 1948) .
- 2004 : 
  - Juan Carlos Aramburu, prélat argentin, ancien archevêque de Buenos Aires (° 11 février 1912).
  - Cy Coleman, pianiste et compositeur de jazz américain (° 14 juin 1929).
- 2009 : Jeanne-Claude, artiste, épouse et collaboratrice de Christo (° 13 juin 1935).
- 2010 : Abraham Serfaty, homme politique marocain (° 16 janvier 1926).
- 2015 : 
  - Jonah Lomu, joueur de rugby néo-zélandais (° 12 mai 1975).
  - André Valmy (André Antoine Marius Dugenet dit), acteur français, doublure vocale (° 8 octobre 1919).
- 2016 : Sharon Jones, chanteuse de soul américaine (° 4 mai 1956).
- 2017 :
  - Azzedine Alaïa, couturier franco-tunisien (° 26 février 1940).
  - Malcolm Young, guitariste australo-écossais, membre du groupe AC/DC (° 6 janvier 1953).
- 2019 : 
  - Norodom Bopha Devi, princesse cambodgienne, ministre de la Culture du Cambodge (° 8 janvier 1943).
  - Laure Killing, actrice française (° 9 juin 1959).
- 2020 : 
  - Pim Doesburg, footballeur néerlandais (° 28 octobre 1943).
  - Arthur Imperatore Sr., homme d'affaires américain (° 8 juillet 1925).
  - Adam Musiał, footballeur polonais (° 18 décembre 1948).
  - Draga Olteanu-Matei, actrice roumaine (° 24 octobre 1933).
  - Michel Robin, acteur français, sociétaire de la Comédie-Française (° 13 novembre 1930).
  - Juan Roldán, boxeur argentin (° 6 mars 1957).
  - Firsat Sofi, homme politique kurde irakien (° 21 mai 1978).
- 2021 : 
  - Olivier Bloch, philosophe français (° 1er mai 1930).
  - Slide Hampton, tromboniste de jazz américain (° 21 avril 1932).
  - Gwendoline Jarczyk, philosophe, historienne de la philosophie et traductrice française (° 23 août 1927).
  - Ali Haydar Kaytan, homme politique turc (° 26 mars 1952).
  - Dzyanis Kowba, footballeur biélorusse (° 6 septembre 1979).
  - Ragnhild Pohanka, femme politique suédoise (° 31 mai 1932).
  - Jean-Claude Raynaud, organiste français (° 30 juin 1937).
  - Mick Rock, photographe britannique (° 21 novembre 1948).
  - Oswald Wiener, écrivain, cybernéticien, théoricien des langues et restaurateur autrichien, père de Sarah Wiener (° 5 octobre 1935).
  - Ardeshir Zahedi, diplomate et homme politique iranien (° 16 octobre 1928).
- 2022 :
  - Loren Cameron, photographe, auteur et militant trans américain (° 13 mars 1959).
  - Myriam Cliche, poétesse, illustratrice et linguiste canadienne (°  ? 1961).
  - Youssou Diagne, homme politique sénégalais (° 29 août 1938).
  - Jean Lapointe, auteur-compositeur-interprète, acteur et sénateur canadien (° 6 décembre 1935).
- 2023 : 
  - Sheynnis Palacios, sculpteur azerbaïdjanais (° 1er mai 1940).
  - António Carvalho, footballeur international portugais (° 10 décembre 1960).
  - David Del Tredici, compositeur américain (° 16 mars 1937).
  - Ruud Geels, footballeur international néerlandais (° 18 juillet 1948).
  - Joyce Mpanga, femme politique ougandaise (° 22 janvier 1934).
  - Marie-Christine de Savoie-Aoste, princesse italienne (° 12 septembre 1933).

## Célébrations

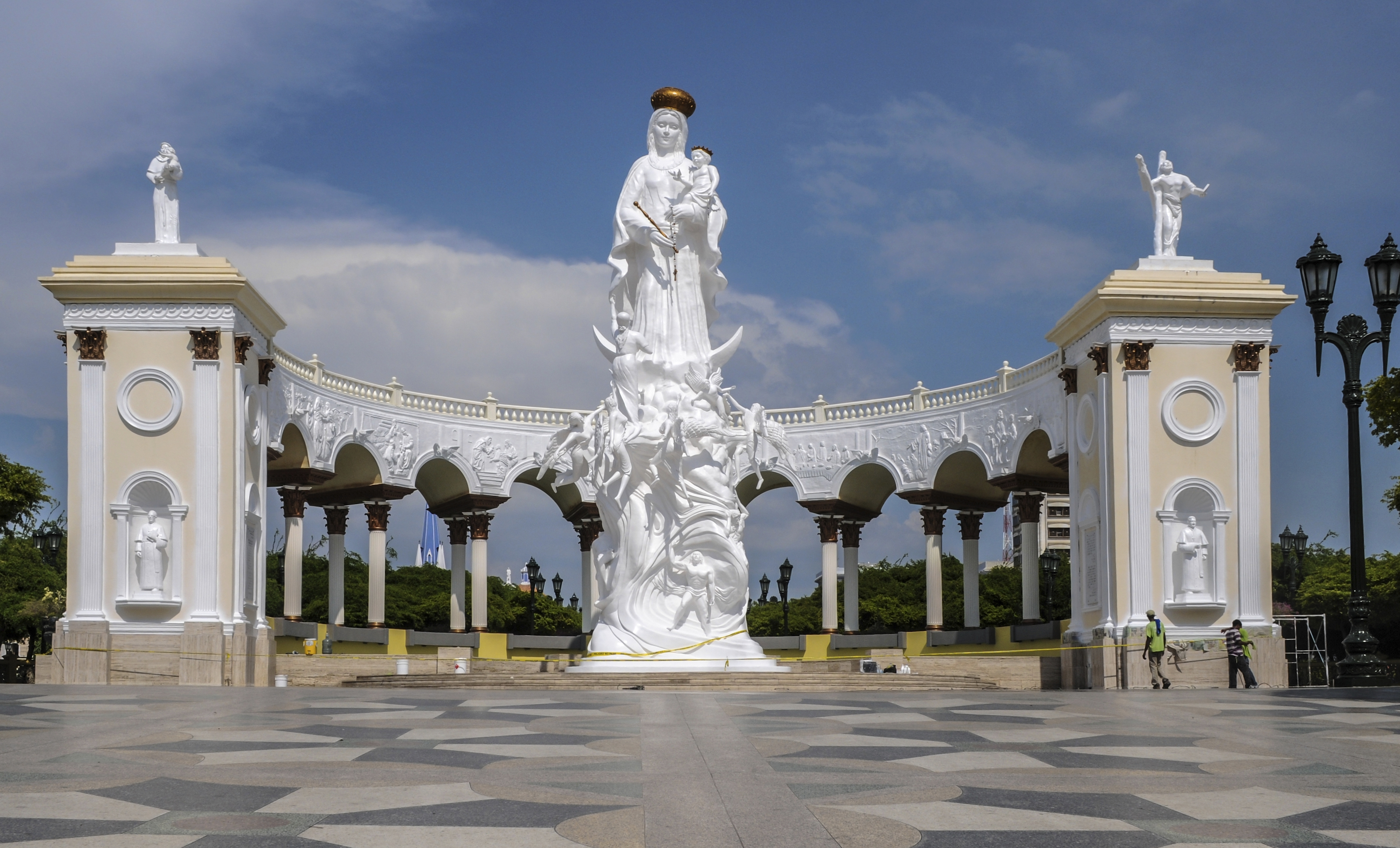
Monument à la Vierge de Chiquinquirá au Venezuela

- La journée européenne d’information sur les antibiotiques.
- Lettonie : fête de son indépendance de 1918.
- Maroc : fête de la sienne en 1956.
- Oman : fête nationale de l'anniversaire du sultan Qabus ibn Saïd.

### Célébration religieuse chrétienne
- Fête de la Vierge Chiquinquirá alias « la Chinita » dans l'État de Zulia au Venezuela[7] (photographie ci-contre).

### Saints des Églises chrétiennes

#### Catholiques et orthodoxes
- Amand († 708), moine[8],[9].
- Aude (début du VIe siècle), Aude de Paris, ou Aulde, ou Odette, disciple de sainte Geneviève.
- Aude († 545), Aude de Trémazan, ou Haude, ou Auda, ou Eodez, sœur de saint Tanguy, martyre.
- Burgin et Guilmin (XIe siècle), moines.
- Chaffre († v. 630), moine et martyr.
- Constant (en) († 777), Ermite.
- Frigdien († v. 588), évêque.
- Hesyque († 304), Martyr.
- Keverne (VIe siècle), évangélisateur de l'Irlande.
- Maudez (VIe siècle), Ermite irlandais.
- Maxime de Mayence († 378), évêque.
- Nazaire de Lérins († 450), moine.
- Patrocle de Bourges († 576), ermite entre son Berry natal et le Bourbonnais voisin en Gaule romano-franque, comme ci-avant en décès.
- Romain d'Antioche († 303), martyr.
- Romphaire (VIe siècle), évêque.

#### Saints ou bienheureux des Églises catholiques
- Grimoald de la Purification († 1902), bienheureux religieux italien[8].
- Jean Xoun († 1619), bienheureux martyr à Nagasaki.
- Karolina Kózka († 1914), bienheureuse martyre polonaise.
- Laurent Mendez († 1280), Dominicain portugais.
- Léonard Kimuro († 1619), bienheureux martyr à Nagasaki.
- Marie du Refuge († 1936), bienheureuse religieuse espagnole - martyre lors de la guerre civile espagnole.
- Philippine Duchesne, ou Rose-Philippine Duchesne († 1852), religieuse catholique française.

#### Saints orthodoxes
Outre les saints œcuméniques voire pré-schismatiques ci-avant", aux dates éventuellement différentes dans les calendriers julien, orientaux ...
- Anastase († 1750), Martyr.

### Prénoms du jour
Bonne fête aux Aude et ses variantes : Audélia, Audeline, etc. (voir aussi les Ode les 23 octobre).
Et aussi aux :
- Caroline et ses variantes Carolina, Carolyn, Carolyne, Karolin, Karolina, Karoline et Karolyne (et 17 juillet, 4 novembre).
- Aux Heodez et ses variantes autant bretonnes : Aoda, Aodez, Eode, Eodez, Haude (voir aussi les 28 novembre).
- Aux Maudez et les siennes : Maudé, Maudet (gallo), Maodez ou Modez (breton) et Mawes (cornique), ou encore Mandé, Maud(e) et Anne-Maud(e).
- Aux Odon et ses variantes : Othon et Otto.
- Aux Patrocle
- et aux Philippine.

## Traditions et superstitions

### Astrologie
- Signe du zodiaque : 27e jour du Scorpion.

### Dicton du jour
- « Journée de Sainte Aude, ordinairement n'est pas chaude. »[10]

## Toponymie
- Plusieurs voies, places, sites ou édifices, de pays ou provinces francophones contiennent cette date dans leur nom sous des graphies françaises variables : voir Dix-Huit-Novembre .